# Tove Nilsen
Tove Nilsen, född 25 oktober 1952 i Oslo, är en norsk författare. Hon var också under några år litteraturkritiker i Dagbladet.
Nilsen debuterade 1974 med romanen Aldri la dem kle deg forsvarsløst naken. Hon har mottagit flera litterära priser för sitt författarskap, och blev 1995 nominerad till Nordiska rådets litteraturpris för romanen Øyets sult. 1970-talets kvinnouppror utgjorde ramen till hennes första böcker.
Flera av Nilsens böcker har också handlingen förlagd till Bøler i Oslo där hon växte upp på 1960-talet.